# Arlindo Grund
Arlindo Grund (Recife, 23 de noviembre de 1974) es un presentador, consultor de moda, estilista y editor de revistas brasileño.

## Carrera
Graduado en comunicación por la Pontificia Universidad Católica de Pernambuco, con postgrado en Marketing por la Facultad Getúlio Vargas con maestría en la Universidad Federal Rural de Pernambuco.
Arlindo, que se mudó a la ciudad de São Paulo en 2013, impartió clases de producción de moda y producción editorial de moda en el Instituto Europeo de Diseño, además de ser conferencista en moda. Firmó tapas en las principales  publicaciones nacionales, además de concebir vestuarios y estilismo de campañas publicitarias, desfiles y catálogos.
Graduado en Publicidad, es responsable por los editoriales y las tapas de Marie Claire, Estilo, Boa Forma y Playboy Brasil, firmó también el vestuario de diversas campañas publicitarias cliqueadas por J.R. Durán y Fernando Louza.
Condujo “¡No te lo Pongas! Brasil”, junto a la modelo Isabella Fiorentino en el SBT. El programa es una adaptación brasileña de What not to wear! de Discovery Home & Health y de BBC Television, y tiene como principal asunto, el dudoso estilo de las participantes.

## Filmografía
| Año         | Título                   | Actividad                                      | Cadena     |
| ----------- | ------------------------ | ---------------------------------------------- | ---------- |
| 2009 - 2021 | ¡No te lo Pongas! Brasil | Conductor                                      | SBT        |
| 2017        | Bake Off SBT             | Participante (Eliminado en el primer episodio) | SBT        |
| 2018        | @Ideal                   | Presentador                                    | Canal Sony |

## Libros
| Año de Lanzamiento | Título             | Subgénero     |
| ------------------ | ------------------ | ------------- |
| 2015               | Nada que Vestir    | Moda y Diseño |
| 2017               | Trampas de la Moda | Moda y Diseño |